# Ruggero Berti
Ruggero Thomas "Red" Berti (São José, 28 de janeiro de 1909 — São José, 29 de dezembro de 1985) foi um ciclista olímpico norte-americano. Representou sua nação na prova de perseguição por equipes (4.000 m) nos Jogos Olímpicos de Verão de 1932, em Los Angeles.